# فهرست فینال‌های جام ملت‌های آسیا
جام ملت‌های آسیا یک رقابت فوتبال است که در سال ۱۹۵۶ تاسیس شده است. این مسابقات توسط تیم های ملی مردان عضو کنفدراسیون فوتبال آسیا (AFC) ، انجام می شود  و به طور کلی هر چهار سال یکبار برگزار می شود. برنده اولین دوره کره جنوبی بود که در سبک نوبت‌گردشی پیروز شدند ، اولین فینال در سال ۱۹۷۲ بود که ایران پس از وقت اضافی در بانکوک، کره جنوبی را با نتیجه ۲ بر ۱ شکست داد. آخرین فینال که در سال ۲۰۲۳ به میزبانی لوسیل برگزار شد ، قطر با نتیجه ۳ بر ۱ اردن را شکست داد.
فینال جام ملت‌های آسیا آخرین مسابقه این رقابت ها است و نتیجه مشخص می کند که کدام تیم قهرمان آسیا اعلام می شود. با توجه به مسابقات سال ۲۰۱۹ ، اگر بعد از ۹۰ دقیقه بازی دو تیم تساوی بمانند ، یک دوره بازی ۳۰ دقیقه ای دیگر به نام زمان اضافه می شود. اگر چنین بازی ای هنوز بعد از وقت اضافی باقی بماند ، ضربات پنالتی تصمیم می گیرد چه تیمی پیروز می شود ، در ۱۳ فینال تا به امروز پنج مسابقه برگزار شده است که به وقت اضافه می روند و دو تای دیگر در ضربات پنالتی تصمیم می گیرند. به برندگان جایزه جام قهرمانی آسیا اهدا می شود. 
ژاپن موفق ترین تیم در این مسابقات است که چهار بار برنده آن شد. ایران و عربستان سعودی مشترکاً با سه عنوان رکوردار هستند.

## فهرست دیدارهای پایانی
| #      | رقابت دوره ای                  |
| dagger | در وقت اضافه قهرمان مشخص شد    |
| *      | در ضربات پنالتی قهرمان مشخص شد |

| سال         | قهرمان        | نتیجه پایانی | نایب قهرمان       | ورزشگاه                  | شهر              | تماشاگر |
| ----------- | ------------- | ------------ | ----------------- | ------------------------ | ---------------- | ------- |
| ۱۹۵۶ جزئیات | کرهٔ جنوبی     | دوره ای      | اسرائیل           | ورزشگاه هنگ کنگ          | هنگ کنگ          | —       |
| ۱۹۶۰ جزئیات | کرهٔ جنوبی     | دوره ای      | اسرائیل           | ورزشگاه هیوچانگ          | کره جنوبی, سئول  | —       |
| ۱۹۶۴ جزئیات | اسرائیل       | دوره ای      | هند               | ورزشگاه رمت گن           | اسرائیل, رمت گن  | —       |
| ۱۹۶۸ جزئیات | ایران         | دوره ای      | برمه              | ورزشگاه امجدیه           | ایران, تهران     | —       |
| ۱۹۷۲ جزئیات | ایران         | ۲–۱ (و.ا.)   | کرهٔ جنوبی         | ورزشگاه ملی تایلند       | تایلند, بانکوک   | ۱۵,۰۰۰  |
| ۱۹۷۶ جزئیات | ایران         | ۱–۰          | کویت              | ورزشگاه آریامهر          | ایران, تهران     | ۱۰۰,۰۰۰ |
| ۱۹۸۰ جزئیات | کویت          | ۳–۰          | کرهٔ جنوبی         | ورزشگاه صباح السالم      | کویت, شهر کویت   | ۲۵,۰۰۰  |
| ۱۹۸۴ جزئیات | عربستان سعودی | ۲–۰          | چین               | ورزشگاه ملی سنگاپور      | سنگاپور, کالنگ   | ۲۶,۰۰۰  |
| ۱۹۸۸ جزئیات | عربستان سعودی | ۰–۰ (۴–۳ پ)  | کرهٔ جنوبی         | ورزشگاه الاهلی           | قطر, دوحه        | ۲۰,۰۰۰  |
| ۱۹۹۲ جزئیات | ژاپن          | ۱–۰          | عربستان سعودی     | ورزشگاه بیگ آرچ هیروشیما | ژاپن, هیروشیما   | ۶۰,۰۰۰  |
| ۱۹۹۶ جزئیات | عربستان سعودی | ۰–۰ (۴–۲ پ)  | امارات متحدهٔ عربی | ورزشگاه اسپورت سیتی زاید | امارات, ابوطبی   | ۶۰,۰۰۰  |
| ۲۰۰۰ جزئیات | ژاپن          | ۱–۰          | عربستان سعودی     | ورزشگاه کمیل شمعون       | لبنان, بیروت     | ۴۷,۴۰۰  |
| ۲۰۰۴ جزئیات | ژاپن          | ۳–۱          | چین               | ورزشگاه کارگران          | چین, پکن         | ۶۲,۰۰۰  |
| ۲۰۰۷ جزئیات | عراق          | ۱–۰          | عربستان سعودی     | ورزشگاه گلورا بونگ کارنو | اندونزی, جاکارتا | ۶۰,۰۰۰  |
| ۲۰۱۱ جزئیات | ژاپن          | ۱–۰ (و.ا.)   | استرالیا          | ورزشگاه بین‌المللی خلیفه  | قطر, دوحه        | ۳۷,۱۷۴  |
| ۲۰۱۵ جزئیات | استرالیا      | ۲–۱ (و.ا.)   | کرهٔ جنوبی         | ورزشگاه استرالیا         | استرالیا, سیدنی  | ۷۶,۳۸۵  |
| ۲۰۱۹ جزئیات | قطر           | ۳–۱          | ژاپن              | ورزشگاه اسپورت سیتی زاید | امارات, ابوطبی   | ۳۶,۷۷۶  |
| ۲۰۲۳ جزئیات | قطر           | ۳–۱          | اردن              | ورزشگاه ملی لوسیل        | قطر, لوسیل       | ۸۶,۴۹۲  |

## نتایج کلی
| تیم               | قهرمانی                    | نایب قهرمانی               | مجموع |
| ----------------- | -------------------------- | -------------------------- | ----- |
| ژاپن              | ۴ (۱۹۹۲, ۲۰۰۰, ۲۰۰۴, ۲۰۱۱) | ۱ (۲۰۱۹)                   | ۴     |
| عربستان سعودی     | ۳ (۱۹۸۴, ۱۹۸۸, ۱۹۹۶)       | ۳ (۱۹۹۲, ۲۰۰۰, ۲۰۰۷)       | ۶     |
| ایران             | ۳ (۱۹۶۸, ۱۹۷۲, ۱۹۷۶)       | —                          | ۳     |
| کرهٔ جنوبی         | ۲ (۱۹۵۶, ۱۹۶۰)             | ۴ (۱۹۷۲, ۱۹۸۰, ۱۹۸۸, ۲۰۱۵) | ۶     |
| قطر               | ۲ (۲۰۱۹, ۲۰۲۳)             | —                          | ۲     |
| اسرائیل1          | ۱ (۱۹۶۴)                   | ۲ (۱۹۵۶, ۱۹۶۰)             | ۳     |
| کویت              | ۱ (۱۹۸۰)                   | ۱ (۱۹۷۶)                   | ۲     |
| استرالیا          | ۱ (۲۰۱۵)                   | ۱ (۲۰۱۱)                   | ۲     |
| عراق              | ۱ (۲۰۰۷)                   | —                          | ۱     |
| چین               | —                          | ۲ (۱۹۸۴, ۲۰۰۴)             | ۲     |
| امارات متحدهٔ عربی | —                          | ۱ (۱۹۹۶)                   | ۱     |
| هند               | —                          | ۱ (۱۹۶۴)                   | ۱     |
| برمه              | —                          | ۱ (۱۹۶۸)                   | ۱     |
| اردن              | —                          | ۱ (۲۰۲۳)                   | ۱     |

اسرائیل در اوایل دهه ۱۹۷۰ از کنفدراسیون فوتبال آسیا اخراج شد و در نهایت به عضویت یوفا درآمد.